# کینه (فیلم ۲۰۰۴)
کینه (به انگلیسی: The Grudge) فیلم ترسناک آمریکایی است، که در سال ۲۰۰۴ از روی فیلمی ژاپنی به همین نام ساخته شده‌است. این اولین فیلم از مجموعه فیلم‌هایی با نام کینه است. کارگردانی آن بر عهده تاکاشی شیمیزو بوده و اولین بار در ۲۲ اکتبر ۲۰۰۴ در آمریکای شمالی پخش شد.

## خلاصه داستان
کینه شرح نفرینی است که به وجود آمدن آن به دو صورت اتفاق می‌افتد: هنگامی که فردی با خشم شدید یا با غصهٔ فراوان می‌میرد. کسانی که با این قدرت ماوراالطبیعهٔ کُشنده مواجه می‌شوند می‌میرند و خود به شکل همین نفرین دوباره متولد می‌شوند، از یک قربانی به قربانی دیگر و این زنجیرهٔ وحشت بی‌انتها ادامه می‌یابد.